# Jean Paul Getty
Jean Paul Getty (Minneapolis, Minnesota, 15. prosinca 1892. – Guildford, Surrey, 6. lipnja 1976.), američki industrijalac, naftni magnat.
Milijarder je postao već u svojoj 21. godini. Investicijama u industriju nafte i oko 200 drugih koncerna zgrnuo je bogatstvo koje se procjenjuje na 2 do 4 milijarde dolara.
Getty je bio osobenjak. Ženio se pet puta, a posljednjih 25 godina živio je izvan Sjedinjenih Američkih Država.